# Tabwemasana
Tabwemasana (ponekad i Mount Tabwemasana)  je najviši vrh Vanuatua, koji je na planini Tabwemasana na otoku Espiritu Santu u pokrajini Sanma.

## Vanjske poveznice
- Mount Tabwemasana  Arhivirana inačica izvorne stranice od 17. veljače 2010. (Wayback Machine)